# 土佐山村
土佐山村（とさやまむら）は、かつて高知県土佐郡にあった村である。合併により、現在は高知市土佐山地区となっている。

## 概要
- 高知県の中心部かつ高知市の北側にある四国山地の囲まれている山村（土佐の山村）であり、鏡川の流域に中心部が位置している[1]。高知県は土佐清水市・旧香美郡土佐山田町（現:香美市）土佐と冠のついた自治体・地名が現存・過去に存在し、土佐山村は「土佐」と冠を付けた元祖である[2][3]。

### 村名の由来
- 旧・土佐国の山間部に位置することから名付けられた。
- 土佐山という山が存在している。[1]

## 地理
- 山:高尻木山・工石山
- 川:鏡川、久万川

### 人口
- 1873年には4000人近い3890人が居住していたが、第二次世界大戦後の高度経済成長期に農村部分であったことから、人口が高知市と京阪神に行くために大幅に流出し[4]、1955年には2508人、1960年には2285人になり、当時の高知県全自治体で2番目に人口の少ない自治体であった。その後も減少し続け、高度経済成長期終了時の1975年頃には1500人台になり2000年頃までしばらく横ばいの状態が続いた。21世紀に突入すると再び減少し、高知市との編入合併直前には1200人程、編入合併後の2010年には1083人になっている[5][6][7][3]。

### 面積
- 59.22平方キロメートル

### 気候
- 全体的に標高が高いが、高知平野に近いため、温暖な気候である[2]。

### 隣接自治体
- 高知県
  - 高知市
  - 南国市
  - 土佐郡土佐町

## 歴史
- 発掘調査の結果、弥生時代後期から人々が居住し、平家の落人伝説があった[8][3]。

### 沿革
- 1889年（明治22年） - 町村制施行に伴い、土佐郡土佐山村、高川村、桑尾村、広瀬村、東川村、中切村、梶谷村、西川村、菖蒲村、都網村が合併し、土佐山村が成立する。
- 1957年（昭和32年）12月22日 - 午後9時50分に高川で三沢飛行場から出発した米軍機が墜落する。機体は原形を留めないほど壊れたが、死者は出なかった。その後、機体は撤去され、村所有になり、残留物はスクラップ業者に引き取られ、その財源で駐在所の整備などの町のインフラを整えた[9][10]。
- 1965年（昭和40年）8月21日 - 昭和40年台風第10号によって当時の約1億7400万円の被害を受ける[11]。
- 1973年（昭和48年）3月 - 村章を制定する[12]。
- 1979年（昭和54年）4月 - 土佐山村役場を新築[13]。
- 1989年（平成元年）4月8日 - 村木・村花・村鳥を制定する。[14]

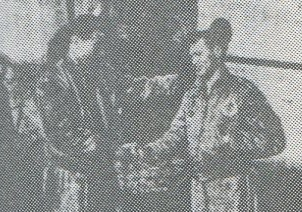
1957年12月22日に発生した米軍機墜落で救助したことを感謝する様子 1957年12月23日付高知新聞より
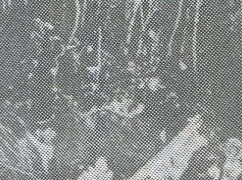
1957年12月22日に発生した米軍機墜落の様子 1957年12月23日付高知新聞より

#### 平成時代から高知市との編入合併直前まで
- 1990年（平成2年）4月29日 - 村民憲章を制定する[14]。
- 2001年（平成13年）1月27日 - 1982年から2000年まで在任していた土佐山村収入役が起こしたことによる背任事件を公表する。
- 2004年（平成16年）12月29日 - 戸籍事務の電子化。
- 2005年（平成17年）1月1日 - 土佐郡鏡村とともに高知市へ編入合併し、自治体としては廃止された。

## 行政
- 土佐山村役場 - 1979年4月に現在の建物になり、1956年に竣工した庁舎は台風によって老朽化しかつ道路の拡張工事のために移転したものである[13]。

### 村章

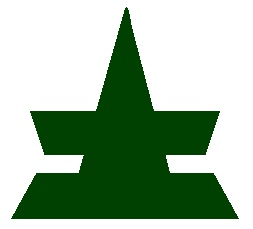
土佐山村章

- 公募で決め、1973年3月に土佐山村定例村議会で土佐山村執行部の選考によって37点の応募作品の内から当時の土佐山村職員によって制定された。意味は正三角形の中に土佐山の「土」を堂々と安定した感じで表したものであり、底辺は大地・垂直線は安定を表したものである[15][12]。

## 経済

### 産業
- 柚子・みょうがの栽培が盛んであり[16]、他には生姜・竹の栽培が盛んである[3]。

## 教育
- 土佐山村民憲章の一文に「私たちは、教え教わる学習の村をめざします」と社学一体教育を掲げている程、教育意識が強い村である[3]。1960年代・1970年代に村内の児童数の人口減少・校舎の老朽化・校区が狭いことから、4校あった小学校2校にし、最終的に1校に集約した。[17]

### 合併前まで現存した学校
- 土佐山村立土佐山中学校
- 土佐山村立土佐山小学校

### 廃止された学校
- 土佐山村立中切小学校
- 土佐山村立弘瀬小学校
- 土佐山村立桑尾小学校
- 土佐山村立西川小学校
- 土佐山村立土佐山西小学校
- 土佐山村立土佐山東小学校

## 交通
- 高知市中心部から近く、流通・経済などの往来が盛んであり、日帰り可能であったことから繋がりが深かった。現在は自動車で30分であり、高知市から一番近い村であった[8]。

### 鉄道
鉄道路線は通っていない。鉄道を利用するときは、高知駅が利用しやすい。

### バス
高知市中心部との間に、県交北部交通の路線バスが1日数往復している。

### 道路
国道は通っていない。
- 高知県道16号高知本山線
- 高知県道33号南国伊野線
- 高知県道270号弘瀬高知線

## 地理・観光
主に上流域、源流として高尻木山、細藪山があり、支流として西川川、高川川、東川川、網川川が流れ、菖蒲洞、工石山、ゴトゴト石、山姥の滝、沈下橋などがある。